# Station Letohrad
Station Letohrad is een spoorwegstation in de Tsjechische stad Letohrad, in de gelijknamige gemeente. Bij het station vindt een aftakking naar het zuiden plaats van spoorlijn 021 die van west naar oost loopt.

## Treinverkeer
De volgende spoorverbindingen gaan vanaf/naar het station Letohrad:
- lijn 021: Letohrad - Týniště nad Orlicí (verder naar Hradec Králové)
- lijn 021: Letohrad - Štíty
- lijn 024: Letohrad - Ústí nad Orlicí (verder naar Pardubice, Brno en Olomouc)

Ústí nad Orlicí ↔ Dolní Libchavy ↔ Černovír ↔ Lanšperk ↔ Hnátnice ↔ Dolní Dobrouč ↔ Letohrad